# Svartträsket (Frötuna socken, Uppland)
Svartträsket är en sjö i Norrtälje kommun i Uppland och ingår i Norrtäljeån-Åkerströms kustområde.